# 西知恕
西 知恕（にし ちひろ、1997年11月8日 - ）は、日本の男子バレーボール選手である。

## 来歴
大分県大分市出身。父がバレーボール指導者で兄2人がバレーボールをしている家庭の中、小学生のときは水泳を習っていたが、中学に水泳部がなかったため、中学に入ってからは父と兄と同様にバレーボールを始めた。
2013年、進学校である別府鶴見丘高等学校に進学。教員になる夢もあり、大学進学を考え名門よりも進学校を選択した。勉強にもだいぶ力を入れながらバレーボール部の活動をする学生生活だった。それでも、2年時には春高バレーに出場した。2015年、U-19日本代表に選出され、世界ユース選手権に出場した。
2016年、日本体育大学に進学。高校の監督に推薦されての進学であり、そこからバレーボール中心の生活になる。同年、U-20日本代表に選出され、アジアジュニア選手権に出場した。
2019年、V・プレミアリーグ（当時のVリーグ1部リーグ）に所属するJTサンダーズ広島の内定選手となった。
2020年、大学卒業後に、JTサンダーズ広島に入団した。入団1シーズン目の2020-21シーズン、リーグ戦に出場し、Vリーグデビューを果たした。

## 球歴
- ユース日本代表
  - アジアジュニア選手権(U-20) - 2016年
  - 世界ユース選手権(U-19) - 2015年

## 所属チーム
- 別府鶴見丘高等学校（2013-2016年）
- 日本体育大学（2016-2020年）
- JTサンダーズ広島/広島サンダーズ（2020年-）